# Langona manicata
Langona manicata är en spindelart som beskrevs av Simon 1901. Langona manicata ingår i släktet Langona och familjen hoppspindlar. Inga underarter finns listade i Catalogue of Life.